# Цефидерокол
Цефидерокол (Cefiderocol), S-649266) — антибиотик класса цефалоспоринов. Одобрен для применения в США в ноябре 2019 года и в Европе в апреле 2020 года.

## История
Цефидерокол был одобрен для применения в США в 2019 году для инфекций мочевыводящих путей и в 2020 году для пневмоний.

## Механизм действия
Цефидерокол обладает широким антибактериальным спектром действия против различных аэробных бактерий, включая Enterobacterales, Acinetobacter spp., Pseudomonas spp., Burkholderia spp. и S. maltophilia), для лечения осложненных инфекций мочевыводящих путей у взрослых пациентов.

## Применение
Цефидерокол  применяется при лечении осложнённых инфекций мочевыводящих путей (включая пиелонефрит), вызванных чувствительными к нему штаммами грамотрицательных микроорганизмов.
Также он применяется для лечения внутрибольничной пневмонии и ИВЛ-ассоциированной пневмонии.
Цефидерокол может быть эффективен против инфекций, вызванных клебсиеллой, в режиме непрерывной внутривенной инфузии.

## Эффективность и безопасность
Эффективность и безопасность были доказаны в ходе клинических исследований с участием 448 пациентов, страдающих инфекциями мочевыводящих путей. У принимающих препарат на 72,6 % снизились симптомы заболевания, в то время как в группе принимающих другой антибиотик — на 54,6 %.